# John Löfroth
John Gotthard Löfroth (i riksdagen kallad Löfroth i Kiruna, senare Löfroth i Luleå), född 14 juni 1896 i Luleå, död där 15 oktober 1966, var en svensk bokhållare och politiker (folkpartist). 
John Löfroth, som var son till en sågverksarbetare, var brädgårdsarbetare i ungdomen och tjänstgjorde därefter som bokhållare vid LKAB. Han var tidigt aktiv i frisinnade landsföreningen och var ledamot i Jukkasjärvi kommunalfullmäktige 1923-1934, vice ordförande i Kiruna municipalstämma 1933 och valdes till andre vice ordförande i Kiruna stadsfullmäktige 1948. Han hade även framträdande uppdrag i IOGT, bland annat som ordförande i Norrbottensdistriktet från 1935.
Han var riksdagsledamot i andra kammaren för Norrbottens läns valkrets 1949-1958 samt 1961-1964. I riksdagen var han bland annat suppleant i statsutskottet 1953-1958 och 1961-1964. Som riksdagsledamot engagerade han sig bland annat i regionala frågor, till exempel förbättrade möjligheter för samerna att utöva sin rösträtt.